# Olympus Mons
L'Olympus Mons (latino per "Monte Olimpo") è il più grande rilievo del pianeta Marte e dell'intero sistema solare, con i suoi oltre 25 km di altezza rispetto al livello topografico di riferimento e una base di oltre 610 km di diametro.
È un vulcano a scudo simile a quelli delle Hawaii, con un'età stimata di 200 milioni di anni, ed è quindi da considerare giovane nella scala dei tempi geologici di Marte (risale al periodo Amazzoniano). Fa parte della regione vulcanica di Tharsis, insieme ad altri tre importanti edifici vulcanici.
Fu osservato per la prima volta da Giovanni Schiaparelli che, durante l'opposizione del 1877, fu colpito da un bagliore che ricordava quello di una cima innevata, a cui dette il nome di Nix Olympica, "Neve dell'Olimpo"; si trattava con ogni probabilità di anidride carbonica ghiacciata.

## Caratteristiche generali
Il cratere centrale raggiunge i 27 chilometri di altezza rispetto alla base. Paragonato alle montagne terrestri, è pari a circa tre volte l'altitudine del Monte Everest sul livello del mare e del vulcano Mauna Loa (nelle isole Hawaii) sopra la sua base sommersa. Rispetto al livello medio della superficie di Marte, raggiunge i 25 km di altezza, dal momento che si trova all'interno di una depressione della profondità di 2 km. Ha un diametro di 610 km ed è una caldera vulcanica lunga 85 km, larga 60 km e profonda più di tre, con tre crateri sovrapposti. Il bordo esterno è definito da un baratro alto fino a 6 km. Tali dimensioni rendono l'Olympus Mons unico tra i vulcani attivi di Marte.

La superficie dell'Olympus Mons confrontata con quella della Francia

 La superficie coperta dall'Olympus Mons è così grande (pari circa all'intera superficie italiana) che un ipotetico osservatore sulla superficie di Marte non sarebbe in grado di osservare il profilo del vulcano, dal momento che la curvatura del pianeta impedirebbe di individuarlo. Similarmente, trovandosi sulla sommità della montagna, la pendenza del vulcano si estenderebbe per tutto l'orizzonte e l'osservatore non sarebbe in grado di apprezzarla. L'unico modo di apprezzare appieno la montagna è di osservarla dall'orbita.
Un'idea comune, ma errata, è che la cima dell'Olympus Mons si trovi all'esterno dell'atmosfera marziana. In realtà, la pressione atmosferica alla sommità è presente, per quanto sia pari solo al 2% del valore riportato al livello medio di superficie del pianeta. Per fare un confronto, presso la cima del Monte Everest la pressione atmosferica è pari al 25% della pressione registrata al livello del mare. In ogni caso, la polvere marziana dispersa nell'aria è comunque presente, ed è possibile che nuvole di diossido di carbonio ghiacciato coprano la cima dell'Olympus Mons. Nonostante la pressione atmosferica di Marte sia meno dell'1% di quella terrestre, la forza gravitazionale molto minore permette una maggiore estensione dell'atmosfera.

## Attività vulcanica
L'Olympus Mons è un vulcano a scudo, risultato dall'elevato accumulo di materiale lavico proveniente dal camino del vulcano stesso nel lungo periodo di tempo occorso per la sua costituzione. Nonostante la sua impressionante altezza, l'Olympus Mons è comunque molto più largo che alto, con una pendenza dunque molto lieve. Le dimensioni straordinarie dell'Olympus Mons sono probabilmente dovute al fatto che Marte non presenta, a differenza della Terra, placche tettoniche. Per questo motivo, la crosta rimane fissa e l'hot spot sottostante l'Olympus Mons continua a produrre lava da milioni di anni sempre nello stesso punto (a differenza di quanto avvenuto, ad esempio, nel caso delle isole Hawaii, prodotte proprio per un lento scorrimento della placca sopra un hot spot), portando il vulcano ad una tale altezza e larghezza.
Nel 2004 la sonda Mars Express ha rilevato che l'età di alcuni depositi di lava presente sui fianchi è di solo 2 milioni di anni, un tempo ridotto dal punto di vista geologico, suggerendo che la montagna possa avere ancora una qualche attività vulcanica.

## Le regioni circostanti

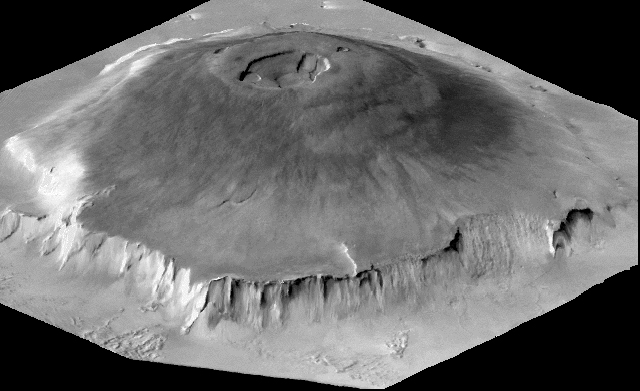
Ricostruzione tridimensionale

L'Olympus Mons è localizzato nella regione di Tharsis, che contiene numerose altre attività di tipo vulcanico. Tra di esse, c'è una catena minore di vulcani a scudo, tra cui Arsia Mons, Pavonis Mons e Ascraeus Mons, che sono piccoli solo in relazione alle dimensioni dello stesso Olympus Mons. Il territorio circostante l'edificio dell'Olympus Mons è una depressione profonda 2 km.
Il vulcano è circondato da una regione nota come aureola dell'Olympus Mons, con creste giganti che si estendono fino a oltre 1.000 km dalla cresta, indicando una possibile presenza di attività glaciale, con conseguente rimodellamento della superficie. In ogni caso, la struttura dell'Aureola è ancora poco conosciuta e compresa. In una teoria, si suppone che consista di materiale proveniente dall'edificio vulcanico in seguito a numerose frane.

## Nella fantascienza
- Nella Trilogia di Marte di Kim Stanley Robinson, l'Olympus Mons è sede di festeggiamenti annuali per la popolazione marziana. Ne I Marziani, l'ultimo libro della serie, la parete del cratere è la scena di un'epica arrampicata.
- Nella serie Ilium, di Dan Simmons, l'Olympus Mons è diventato il Monte Olimpo della mitologia greca, casa di esseri che interpretano il ruolo di varie divinità greche.
- In un episodio della serie di cartoni animati Futurama, i protagonisti visitano la famiglia di Amy per il "Giorno di Marte". Alcuni ladri di bestiame catturano le scaramucche della famiglia di Wong. Kiff, per impressionare i genitori di Amy, promette di ritrovarli. Fry, Bender e Leela lo seguono in un tentativo di attrarre i ladri. Per farsi vedere, fanno campo vicino alla vetta dell'Olympus Mons.
- Nel manga Mobile Suit Gundam F90, l'Olympus Mons è il luogo dove i sopravvissuti della Principalità di Zeon, chiamati la Oldsmobile Army, costruiscono la loro base operativa. All'interno dell'edificio vulcanico si trova anche un enorme cannone in grado di sparare colpi fin sulla Terra.
- Nel fumetto di Alan Moore e Dave Gibbons Watchmen, il personaggio del Dr. Manhattan visita Marte e l'Olympus Mons.
- Nel film Atto di forza è raffigurato il Monte Olimpo, vicino alla città terrestre.
- Nel videogioco Call of Duty: Infinite Warfare, Olympus Mons è il nome di una gigantesca astronave, la più grande esistente, posseduta dal Settlement Defense Front.
- Nell'universo di Warhammer 40.000, Olympus Mons è la più grande forgia costruita su Marte, dove risiede il leader dell'Adeptus Mechanicus.